# Mariano Chiacchiarini

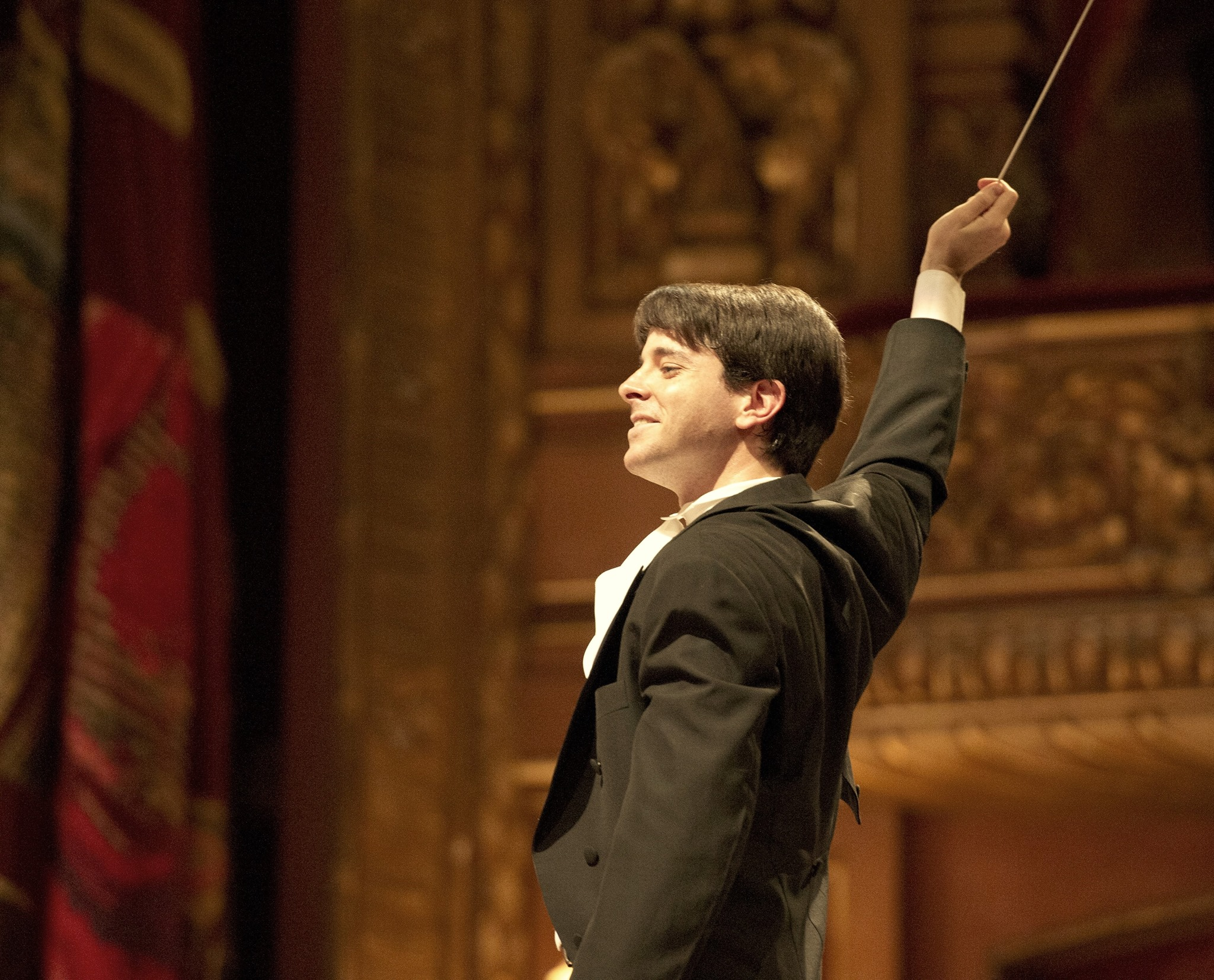
Mariano Chiaccharini, 2016

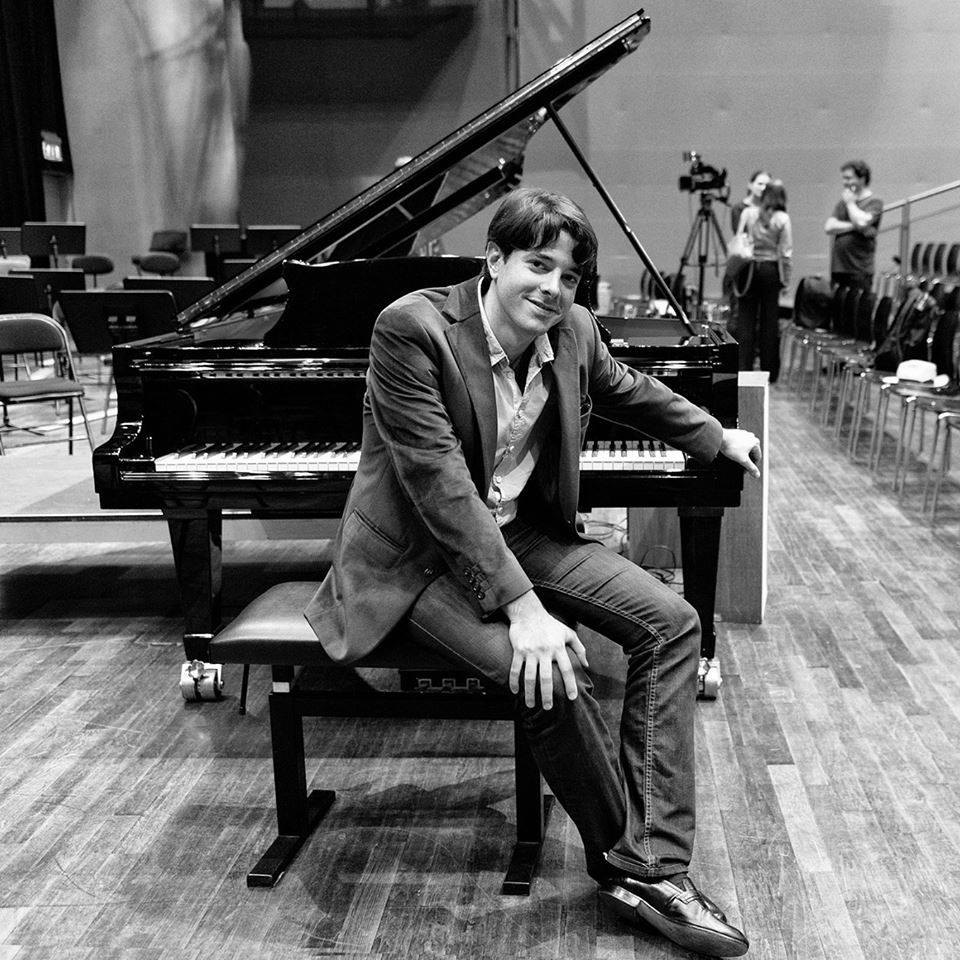
Mariano Chiaccharini, 2018

Mariano Chiacchiarini (* 16. Dezember 1982 in Buenos Aires) ist ein argentinisch-italienischer Dirigent.

## Ausbildung und Studium
Die Stationen seiner Ausbildung umfassen das Masters Degree in Orchester- und Chorleitung mit Goldmedaillen-Auszeichnung an der Universidad Católica Argentina und den Master im Fach Dirigieren, den er 2010 bei Michael Luig an der Hochschule für Musik und Tanz Köln mit ausgezeichnetem Abschluss erhielt.

## Laufbahn als Dirigent
Mariano Chiacchiarini gewann mit 25 Jahren den 1. Preis beim „J. Martini“ Dirigenten-Wettbewerb des Teatro Colón von Buenos Aires. Von 2010 bis 2022 war er in Trier als Universitätsmusikdirektor und Leiter des Collegium Musicum der Universität Trier tätig. Darüber hinaus wurde er 2009 als ständiger Dirigent des Ensembles Garage und 2011 als Musikalischer Leiter des Orchester'91 in Hamburg ausgewählt. Seit 2014 ist er zudem als einer der Hauptgastdirigenten des Orquesta Sinfónica Nacional und seit 2013 bei der Lucerne Festival Academy engagiert. Seit September 2022 ist Chiacchiarini Universitätsmusikdirektor der Universität Bremen.
Seit Beginn seiner Karriere sammelte er Erfahrungen mit erstklassigen und renommierten Orchestern, darunter unter anderem: Hong Kong Phil, Tonhalle Orchester Zürich, Lucerne Festival Orchestras, Orchestra della Svizzera Italiana, Russland Sinfoniker, Orchestre Philharmonique de Radio France, Filarmonica della Scala, Weißrussland National Rundfunk Orchester, Royal Flemish Philharmonic, Orchestre de Chambre du Luxembourg, Gürzenich Orchester Köln, WDR Sinfonieorchester, Duisburger Philharmoniker, Stuttgarter Philharmoniker, Schleswig-Holstein Festival Orchester, Deutsche Radio Philharmonie, MusikFabrik und Ensemble Modern, sowie Orchester aus Griechenland, Italien, Luxembourg, Portugal, Österreich, Spanien, Ungarn, Nordamerika, Südamerika und Asien.
Er war Gastdirigent bei Festivals wie dem Lucerne Festival, dem Schleswig-Holstein Musik Festival, dem Young Euro Classic, oder den Donaueschinger Musiktagen, und seine Dirigate führten ihn auch in Spielstätten wie die Elbphilharmonie, das Konzerthaus Berlin und Wien, den großen Tschaikowsky-Saal Moskau, das Teatro Colón oder die Opéra Bastille.

## Auszeichnungen
Chiacchiarini wurde als Deutscher Musikpreisträger (vormals ECHO Musikpreis) sowie 2019 mit dem KONEX-Preis in Musik geehrt. Gleichermaßen bedeutsam sind der Preis der deutschen Schallplattenkritik für seine Berio Aufnahme, die Anerkennung als „Herausragende Persönlichkeit der Kultur“ seiner Geburtsstadt sowie den Premio Nacional Clásica Preis, Chiacchiarini wurde außerdem zum Barbara Hannigans Momentum Projekt sowie als Mitglied zum Beirat des Deutschen Musikrates berufen. 2025 hat er den Preis des Musikkritikervereins -ACMA- als „Dirigent des Jahres“ im Parlament von Buenos Aires bekommen.